# متدخل ناري

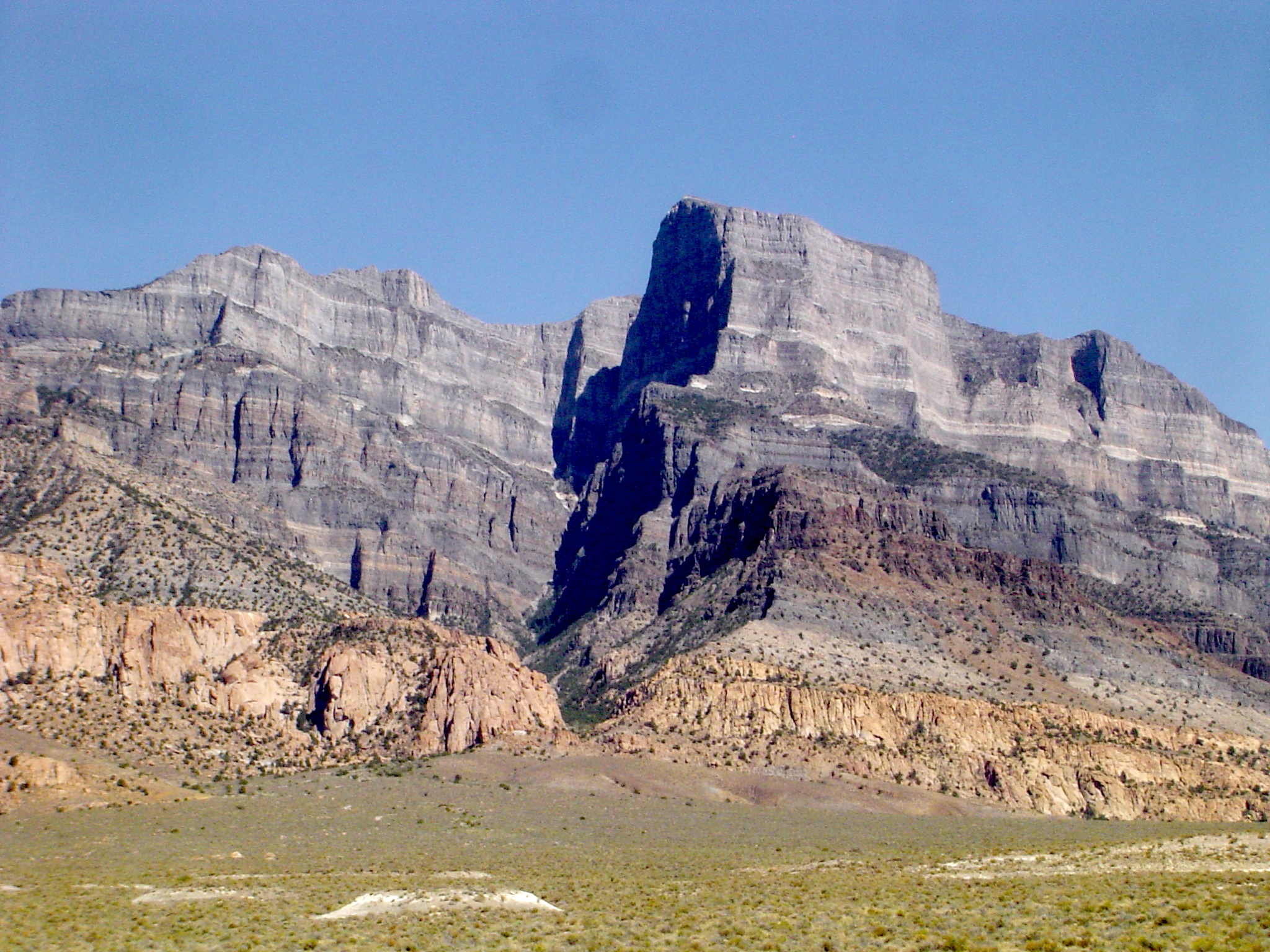
مثال على متدخل صخري ناري

المتدخل الناري (ملاحظة 1) في علم الجيولوجيا هو جسم من صخر متدخل ناري والمتشكل من التبرد البطيء الصهارة الأرضية (للماغما) تحت سطح الأرض.
بسبب أن الصخور المحلية الصلبة تتمتع بقدرة كبيرة على العزل الحراري، فإن الصهارة تأخذ وقتأ طويلاً للتبرد، والعملية تكون بطيئة جداً، ولذلك يكون المتدخل الصخري الناري ذات حبيبات خشنة (فانيريت). يصنف المتدخل الصخري الناري بشكل منفصل عن الصخر النابط (المنبثق)، وخاصة على أساس التركيب المعدني؛ وخاصة الكميات النسبية من الكوارتز والفلسبار القلوي والبلاجيوكلاس وأشباه الفلسبارات.